# Concattedrale di Santa Maria Assunta (Gallese)
La concattedrale di Santa Maria Assunta è il principale luogo di culto cattolico di Gallese, cattedrale fino al 1986 come sede della diocesi di Gallese, dal 1986 è concattedrale della diocesi di Civita Castellana.

## Storia
Il Duomo di Gallese, di stile neoclassico, è opera di Pietro Camporese e figli. Venne terminato nel 1796 e consacrato nel 1819. Il 20 dicembre 1805 la chiesa ebbe il titolo di cattedrale in forza della bolla Romanorum pontificum di papa Pio VII.
Nel 1861 venne realizzato l'altare maggiore. Grandi pale d'altare dei primi dell'Ottocento raffiguranti San Giovanni Battista, la Consegna del Rosario, il Martirio di sant'Aniceto papa, l'Ultima Cena, la Crocifissione, la pala dell'altare maggiore raffigurante l'Assunzione di Maria Santissima, di Cristoforo Unterperger e una tavola di scuola veneto-cretese del XVI secolo, raffigurante l'Adorazione dei Magi, visibile in una navata sinistra della cattedrale.
L'11 febbraio 1986 la diocesi di Gallese fu soppressa ed unita alla diocesi di Civita Castellana e la chiesa di Santa Maria Assunta assunse il titolo di concattedrale.